# فضای تیخونوف
در توپولوژی، فضاهای تیخونوف (به انگلیسی: Tychonoff Spaces) و فضاهای کاملاً منظم انواعی از فضاهای توپولوژیکی اند. این شرایط مثال‌هایی از اصول جداسازی می‌باشند.
فضاهای تیخونوف به نام آندری نیکولایویچ تیخونوف نامگذاری شده که نام روسی او Тихонов است که در انگلیسی به صورت‌های "Tychonov" یا "Tikhonov" یا "Tihonov" یا "Tichonov" و … در متون نوشته می‌شود. او کسی بود که این فضاها را در ۱۹۳۰ میلادی به منظور اجتناب از حالت‌های مشکل دار (پاتولوژیکال) فضاهای هاسدورف معرفی کرد، حالت‌هایی که تنها توابع حقیقی مقدار پیوسته آن فضاها، نگاشت‌های ثابت اند.

## تعاریف

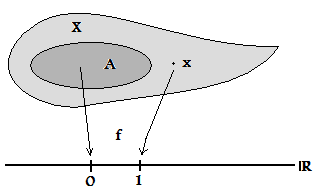
جداسازی یک نقطه از مجموعه ای بسته از طریق تابعی پیوسته.

فضایی چون {\displaystyle X} را کاملاً منظم گویند اگر بتوان نقاط آن را با مجموعه‌های بسته و به کمک توابع پیوسته حقیقی مقدار بتوان جداسازی کرد. به بیان دقیق تر یعنی: برای هر مجموعه بسته {\displaystyle A\setminus X} و هر نقطه {\displaystyle x\in X\setminus A}، وجود داشته باشد تابع پیوسته حقیقی-مقداری چون {\displaystyle f\colon X\rightarrow \mathbb {R} }، چنان‌که {\displaystyle f(x)=1} و {\displaystyle f\vert _{A}=0} . (به‌طور معادل، می‌توان تعریف را به گونه ای تغییر داد که تابع {\displaystyle f} به جای ۰ و ۱ هر دو مقدار دیگری را اختیار کند، یا حتی کاری کرد که {\displaystyle X} کراندار باشد)
یک فضای توپولوژی را فضای تیخونوف (یا فضای {\displaystyle T_{3{\frac {1}{2}}}} یا فضای {\displaystyle T_{\pi }} یا فضای کاملاً {\displaystyle T_{3}}) گویند اگر یک فضای هاسدورف کاملاً منظم باشد.
نکته: فضاهای کاملاً منظم و تیخونوف از طریق مفهوم هم‌ارزی کولموگوروف مرتبط اند. یک فضای توپولوژیکی تیخونوف است اگر هم کاملاً منظم باشد و هم {\displaystyle T_{0}} (فضای کولموگوروف). از سوی دیگر، یک فضا کاملاً منظم است اگر و تنها اگر خارج قسمت کولموگوروف آن تیخونوف باشد.